# Lijst van presidenten van Honduras
De president van Honduras (Spaans: Presidente de Honduras), is staatshoofd en regeringsleider van de Republiek Honduras (República de Honduras). De officiële titel luidt: Constitutioneel President van de Republiek Honduras (Presidente Constitucional de la República de Honduras). De president wordt door de kiesgerechtigde bevolking via algemeen, enkelvoudig kiesrecht voor een termijn van vier jaar gekozen en is niet herkiesbaar.
Sinds het begin van de twintigste eeuw behoren de meeste presidenten tot de Liberale Partij van Honduras (Partido Liberal de Honduras, PLH) en de Nationale Partij van Honduras (Partido Nacional de Honduras, PNH).
De huidige president is Xiomara Castro (Libre), die bij de presidentsverkiezingen van 2021 werd verkozen en op 27 januari 2022 in functie trad. Zij is de eerste vrouwelijke president van Honduras.

## Presidenten van Honduras (1824-heden)

### Jefes de Estado(Opperste Staatschefs) (1824-1838)
-Cursief gespelde namen verwijzen naar een waarnemend of interim staatshoofd.
De Jefes de Estado waren regeringsleiders van Honduras binnen de Verenigde Staten van Centraal-Amerika (República Federal de Centroamérica).
| Nr. | Staatschef | Staatschef                            | Ambtstermijn                        | Partij/Stroming |
| --- | ---------- | ------------------------------------- | ----------------------------------- | --------------- |
| 1   |            | Dionisio de Herrera (1781-1850)       | 16 september 1824 - 10 mei 1827     | liberaal        |
| 2   |            | José Justo Milla (1794-1838)          | 10 mei 1827 - 11 november 1827      | conservatief    |
| 3   |            | Cleto Bendaña (1790-?)                | 10 mei 1827 - 30 september 1827     | conservatief    |
| -   |            | Miguel Eusebio Bustamante (1780-1869) | 30 september 1827 - 30 oktober 1827 | conservatief    |
| 4   |            | José Jeronimo Zelaya (1807-1869)      | 30 oktober 1827 - 27 november 1827  | conservatief    |
| 5   |            | Francisco Morazán (1792-1842)         | 27 november 1827 - 7 maart 1829     | liberaal        |
| 6   |            | Diego Vigil y Cocaña (1799-1845)      | 7 maart 1829 - 2 december 1829      | liberaal        |
| 7   |            | Francisco Morazán (1792-1842)         | 2 december 1829 - 28 juli 1830      | liberaal        |
| -   |            | Juan Angel Arias (1800-1842)          | 14 december 1829 - 22 april 1830    | liberaal        |
| 8   |            | José Santos del Valle (1793-1840)     | 28 juli 1830 - 12 maart 1831        | conservatief    |
| 9   |            | José Antonio Marquez (1802-1832)      | 12 maart 1831 - 26 maart 1832       | conservatief    |
| 10  |            | Francisco Milla (1789-?)              | 26 maart 1832 - 7 januari 1833      | conservatief    |
| 11  |            | Joaquín Rivera (1796-1845)            | 7 januari 1833 - 24 september 1834  | onafhankelijk   |
| -   |            | Francisco Ferrera (1794-1851)         | 24 september 1834 - 10 januari 1835 | conservatief    |
| 11  |            | Joaquín Rivera (1796-1845)            | 10 januari 1835 - 10 september 1835 | onafhankelijk   |
| -   |            | José María Bustillo (?-1855)          | 10 september 1835 - 1 oktober 1835  | conservatief    |
| 11  |            | Joaquín Rivera (1796-1845)            | 1 oktober 1835 - 31 december 1836   | onafhankelijk   |
| 12  |            | José María Martínez Salinas (1780-?)  | 1 januari 1837 - 28 mei 1837        | onafhankelijk   |
| 13  |            | Justo José Herrera (1786-1856)        | 28 mei 1837 - 3 september 1838      | conservatief    |
| 14  |            | José María Martínez Salinas (1780-?)  | 3 september 1838 - 12 november 1838 | onafhankelijk   |

### Deelstaat Honduras (1838-1839)
| Nr. | President | President                            | Ambtstermijn                         | Partij        |
| --- | --------- | ------------------------------------ | ------------------------------------ | ------------- |
| 1   |           | José Lino Matute (1780-1854)         | 12 november 1838 - 10 januari 1839   | conservatief  |
| 2   |           | Juan Francisco de Molina (1779-1878) | 10 t/m 11 januari 1839               | liberaal      |
| 3   |           | Felipe Neri Medina (1797-?)          | 13 t/m 15 april 1839                 | liberaal      |
| 4   |           | Juan José Alvarado (1798-1857)       | 15 t/m 27 april 1839                 | liberaal      |
| 5   |           | José María Guerrero (1799-1853)      | 27 april 1839 - 10 augustus 1839     | republikein   |
| 6   |           | Mariano Garrigó (?-?)                | 10 t/m 20 augustus 1839              | liberaal      |
| 7   |           | José María Bustillo (?-1855)         | 20 t/m 27 augustus 1839              | conservatief  |
| 8   |           | Mónico Bueso Soto (1810-?)           | 27 augustus 1839 - 21 september 1839 | conservatief  |
| 9   |           | Francisco de Aguilar (1810-?)        | 27 augustus 1839 - 21 september 1839 | onafhankelijk |

### Republiek Honduras (1839-heden)
Partijen
| Nr.   | President | President                                                             | Ambtstermijn                        | Partij                 | Partij |
| ----- | --------- | --------------------------------------------------------------------- | ----------------------------------- | ---------------------- | ------ |
| 1     |           | José Francisco Zelaya (1798-1848)                                     | 21 september 1839 - 1 januari 1841  | conservatief           |        |
| 2     |           | Francisco Ferrera (1794-1851)                                         | 1 januari 1841 - 31 december 1843   | conservatief           |        |
| -     |           | Raad van Ministers                                                    | 1 januari 1843 - 23 februari 1843   | conservatief/liberaal  |        |
| 3     |           | Francisco Ferrera (1794-1851)                                         | 23 februari 1843 - 31 december 1844 | conservatief           |        |
| -     |           | Raad van Ministers                                                    | 1 t/m 8 januari 1845                | conservatief           |        |
| 4     |           | Coronado Chávez (1802-1882)                                           | 8 januari 1845 - 31 december 1847   | conservatief           |        |
| -     |           | Francisco Ferrera (1794-1851)                                         | 1 t/m 12 januari 1847               | conservatief           |        |
| -     |           | Raad van Ministers                                                    | 12 januari 1845 - 12 februari 1845  | conservatief           |        |
| 5     |           | Juan Lindo (1790-1857)                                                | 12 februari 1847 - 1 februari 1852  | conservatief           |        |
| 6     |           | Francisco Gómez (?-1854)                                              | 1 februari 1852 - 1 maart 1852      | conservatief           |        |
| 7     |           | Jose Trinidad Cabañas (1805-1871)                                     | 1 maart 1852 - 18 oktober 1855      | liberaal               |        |
| -     |           | José Santiago Bueso (1783-1857)                                       | 18 oktober 1855 - 8 november 1855   | liberaal               |        |
| -     |           | Francisco de Aguillar (1810-?)                                        | 8 november 1855 - 17 februari 1856  | Onafhankelijk          |        |
| 8 9   |           | José Santos Guardiolo (1818-1862)                                     | 17 februari 1856 - 11 januari 1862  | conservatief           |        |
| -     |           | José Francisco Montes (1830-1888)                                     | 11 januari 1862 - 5 februari 1862   | Onafhankelijk          |        |
| 10    |           | Victoriano Castellanos (1795-1862)                                    | 5 februari 1862 - 11 december 1862  | conservatief           |        |
| 11    |           | José Francisco Montes (1830-1888)                                     | 11 december 1862 - 20 juni 1863     | Onafhankelijk          |        |
| -     |           | José María Medina (1826-1878)                                         | 21 juni 1863 - 31 december 1863     | conservatief           |        |
| -     |           | Francisco Inestroza (1810-?)                                          | 31 december 1863 - 15 maart 1864    | conservatief           |        |
| 12 13 |           | José María Medina (1826-1878)                                         | 15 maart 1864 - 12 augustus 1870    | conservatief           |        |
| 14    |           | Florencio Xatruch Villagra                                            | 26 maart 1871 - 17 mei 1871         | Onafhankelijk          |        |
| -     |           | José María Medina (1826-1878)                                         | 17 mei 1871 - 16 juli 1872          | conservatief           |        |
| -     |           | Juan Antonio Medina Orellana (1810-1882)                              | 16 t/m 26 juli 1872                 | Militair               |        |
| 15    |           | Céleo Arias (1835-1890)                                               | 26 juli 1872 - 13 januari 1874      | liberaal               |        |
| 16    |           | Ponciano Leiva (1821-1896)                                            | 1874 - 1876                         | conservatief           |        |
| 17    |           | José María Medina (1826-1878)                                         | 1876                                | conservatief           |        |
| 18    |           | Ponciano Leiva (1821-1896)                                            | 1876                                | conservatief           |        |
| 19    |           | José María Medina (1826-1878)                                         | 1876 - 24 augustus 1876             | conservatief           |        |
| 20 21 |           | Marco Aurelio Soto (1846-1908)                                        | 24 augustus 1876 - 19 oktober 1883  | liberaal               |        |
| -     |           | Raad van Ministers                                                    | 9 mei 1883 - 9 september 1883       | conservatief/liberaal  |        |
| 22 23 |           | Luis Bográn (1849-1895)                                               | 9 september 1883 - 30 november 1891 | conservatief           |        |
| 24    |           | Ponciano Leiva (1821-1896)                                            | 30 november 1891 - 7 augustus 1893  | conservatief           |        |
| 25    |           | Domingo Vásquez (1846-1909)                                           | 18 april 1893 - 22 februari 1894    | conservatief           |        |
| 26 27 |           | Policarpo Bonilla (1858-1926)                                         | 26 februari 1894 - 1 februari 1899  | PLH                    |        |
| 28    |           | Terencio Sierra (1839-1907)                                           | 1 februari 1899 - 1 februari 1903   | PLH                    |        |
| -     |           | Juan Ángel Arias (1859-1927)                                          | 18 februari 1903 - 13 april 1903    | PLH                    |        |
| 29    |           | Manuel Bonilla (1849-1913)                                            | 13 april 1903 - 25 februari 1907    | PNH                    |        |
| -     |           | Miguel Oquelí Bustillo (1856-1938) (Voorzitter van de Regeringsjunta) | 25 februari 1907 - 18 april 1907    | PLH                    |        |
| 30    |           | Miguel Dávila (1856-1927)                                             | 18 april 1907 - 28 maart 1911       | PLH                    |        |
| -     |           | Francisco Bertrand (1866-1926)                                        | 28 maart 1911 - 31 januari 1912     | PNH                    |        |
| 31    |           | Manuel Bonilla (1849-1913)                                            | 1 februari 1912 - 20 maart 1913     | PNH                    |        |
| 32    |           | Francisco Bertrand (1866-1926)                                        | 21 maart 1913 - 9 september 1919    | PNH                    |        |
| -     |           | Salvador Aguirre (1862-1947)                                          | 9 t/m 16 september 1919             | PNH                    |        |
| -     |           | Vicente Mejía Colindres (1878-1966)                                   | 16 september 1919 - 5 oktober 1919  | PLH                    |        |
| 33    |           | Francisco Bográn (1852-1926)                                          | 5 oktober 1919 - 1 februari 1920    | PLH                    |        |
| 34    |           | Rafael López Gutiérrez (1855-1924)                                    | 1 februari 1920 - 10 maart 1924     | PLH                    |        |
| -     |           | Francsico Bueso (1860-?)                                              | 10 maart 1924 - 30 april 1924       | PLH                    |        |
| -     |           | Fausto Domingo Dávila Bonilla (1858-1928)                             | 27 maart 1924 - 30 april 1924       | PNH                    |        |
| 35    |           | Vicente Tosta (1885-1930)                                             | 30 april 1924 - 1 februari 1925     | Militair               |        |
| 36    |           | Miguel Paz Barahona (1863-1937)                                       | 1 februari 1925 - 1 februari 1929   | PNH                    |        |
| 37    |           | Vicente Mejía Colindres (1878-1966)                                   | 1 februari 1929 - 1 februari 1933   | PLH                    |        |
| 38    |           | Tiburcio Carías Andino (1876-1969)                                    | 1 februari 1933 - 1 februari 1949   | PNH                    |        |
| 39    |           | Juan Manuel Gálvez (1887-1972)                                        | 1 februari 1949 - 5 december 1954   | PNH                    |        |
| 40    |           | Julio Lozano Díaz (1885-1957) (Opperste Staatschef)                   | 5 december 1954 - 21 oktober 1956   | PNH                    |        |
| -     |           | Militaire Regeringsraad                                               | 21 oktober 1956 - 21 december 1957  |                        |        |
| 41    |           | Ramón Villeda Morales (1908-1971)                                     | 21 december 1957 - 3 oktober 1963   | PLH                    |        |
| 42    |           | Oswaldo López Arellano (1921-2010) (Staatshoofd)                      | 3 oktober 1963 - 7 juni 1971        | Militair/Onafhankelijk |        |
| 43    |           | Ramón Ernesto Cruz Uclés (1903-1985)                                  | 6 juni 1971 - 3 december 1972       | PNH                    |        |
| 44    |           | Oswaldo López Arellano (1921-2010) (Staatshoofd)                      | 4 december 1972 - 21 april 1975     | Onafhankelijk          |        |
| 45    |           | Juan Alberto Melgar Castro (1930-1987) (Staatshoofd)                  | 22 april 1975 - 6 augustus 1978     | Militair               |        |
| 46    |           | Policarpo Paz García (1932-2000)                                      | 7 augustus 1978 - 26 januari 1982   | Militair               |        |
| 47    |           | Roberto Suazo Córdova (1927-2018)                                     | 27 januari 1982 - 26 januari 1986   | PLH                    |        |
| 48    |           | José Azcona del Hoyo (1927-2005)                                      | 27 januari 1986 - 26 januari 1990   | PLH                    |        |
| 49    |           | Rafael Leonardo Callejas (1943-2020)                                  | 27 januari 1990 - 26 januari 1994   | PNH                    |        |
| 50    |           | Carlos Roberto Reina (1926-2003)                                      | 27 januari 1994 - 26 januari 1998   | PLH                    |        |
| 51    |           | Carlos Roberto Flores Facussé (1950)                                  | 27 januari 1998 - 26 januari 2002   | PLH                    |        |
| 52    |           | Ricardo Maduro (1948)                                                 | 27 januari 2002 - 26 januari 2006   | PNH                    |        |
| 53    |           | Manuel Zelaya (1952)                                                  | 27 januari 2006 - 28 juni 2009      | PLH                    |        |
| -     |           | Roberto Micheletti (1943)                                             | 29 juni 2009 - 26 januari 2010      | PLH                    |        |
| 54    |           | Porfirio Lobo Sosa (1947)                                             | 27 januari 2010 - 27 januari 2014   | PNH                    |        |
| 55    |           | Juan Orlando Hernández (1968)                                         | 27 januari 2014 - 27 januari 2022   | PNH                    |        |
| 56    |           | Xiomara Castro (1959)                                                 | 27 januari 2022 - huidig            | Libre                  |        |